# Autolytus branchiatus
Autolytus branchiatus är en ringmaskart som beskrevs av Averincev 1972. Autolytus branchiatus ingår i släktet Autolytus och familjen Syllidae. Inga underarter finns listade i Catalogue of Life.